# 소켓 1

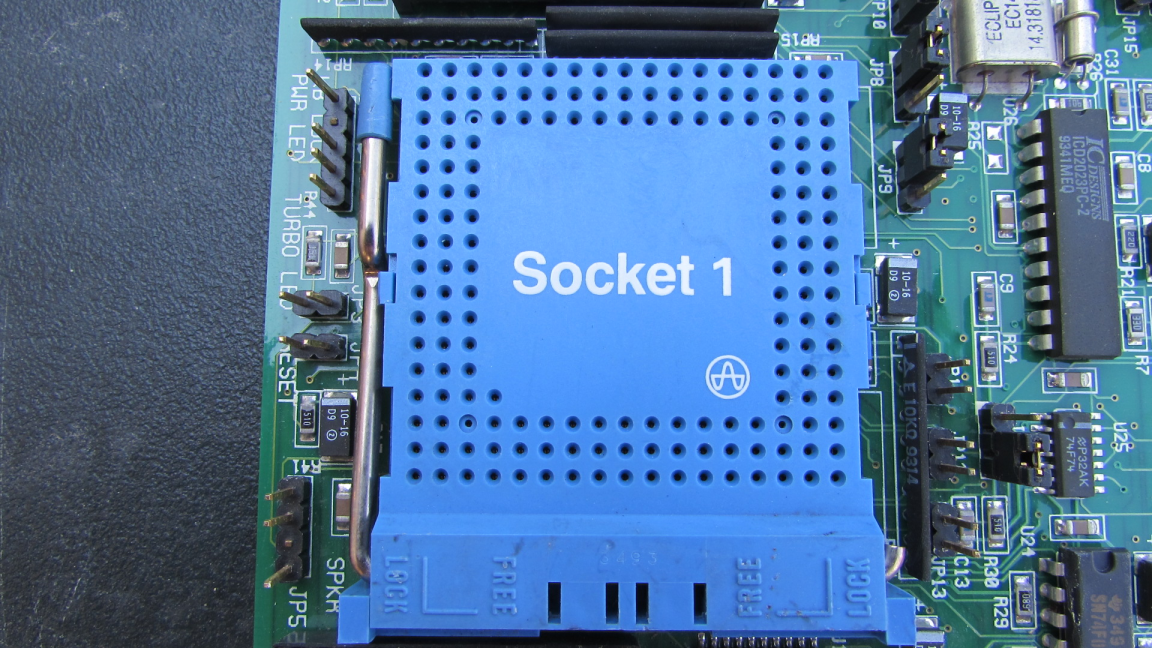
소켓 1

소켓 1(Socket 1)은 원래 "오버드라이브"(OverDrive) 소켓이라고 불렸던 소켓으로, 다양한 x86 마이크로프로세서가 삽입된 인텔이 만든 일련의 표준 CPU 소켓 중 두 번째였다. 이는 인텔 최초의 표준 169핀 그리드 배열(PGA) 소켓으로의 업그레이드이자 공식 지정을 받은 최초의 소켓이었다. 소켓 1은 486 업그레이드 소켓으로 의도되었으며, 업그레이드 칩이 잘못 삽입되는 것을 방지하기 위해 핀을 하나 추가했다.

## 같이 보기
- 인텔 마이크로프로세서 목록